# Kohlsdorf (Freital)
Kohlsdorf ist ein Ort, der zum Stadtteil Wurgwitz der sächsischen Großen Kreisstadt Freital im Landkreis Sächsische Schweiz-Osterzgebirge gehört. Kohlsdorf ist durch eine Sage bekannt, nach der hier die Steinkohle entdeckt worden sein soll. Gemeinsam mit der Siedlung Hammer bildet Kohlsdorf eine Gemarkung innerhalb Freitals und bildet zusammen mit den Orten Wurgwitz und Niederhermsdorf den Stadtteil Wurgwitz.

## Geographie
Kohlsdorf liegt im Norden des Freitaler Stadtgebietes und nordöstlich des Hauptortes Wurgwitz. Im Osten grenzen Altfranken und Pesterwitz an, im Süden befindet sich die in der Gemarkung liegende Siedlung Hammer. Im Westen von Kohlsdorf liegt Zöllmen.

## Geschichte
Der Ort Kohlsdorf wurde 1469 erstmals schriftlich erwähnt. 1485 lag die Verwaltungszugehörigkeit bei der Pflege Dresden, ab 1559 beim Amt Stolpen. Ab dem Jahr 1590 war der Ort zum Amt Dresden gehörig. Von 1856 bis 1875 gehörte Kohlsdorf zum Gerichtsamt Döhlen, später zur Amtshauptmannschaft Dresden. Wann Kohlsdorf und Hammer zur Gemeinde Wurgwitz kamen, ist nicht überliefert, es war aber noch vor der Eingemeindung von Niederhermsdorf 1921. Der Gasthof Kohlsdorf, der Anfang des 20. Jahrhunderts große Bekanntheit erlangte, wurde 1958 geschlossen. Die Gemeinde Wurgwitz wurde 1974 ein Stadtteil der 1921 gegründeten Stadt Freital, Kohlsdorf wurde kein eigener Stadtteil der neuen Stadt, es blieb Wurgwitz zugeordnet und existiert nur noch als Gemarkung.

### Entwicklung der Einwohnerzahl
| Jahr | Einwohner         |
| ---- | ----------------- |
| 1559 | 1 besessener Mann |
| 1764 | 1 besessener Mann |
| 1834 | 171               |
| 1871 | 174               |
| 1890 | 113               |

### Ortsnamenformen
Zu den urkundlich belegten Formen des Ortsnamens von Kohlsdorf gehören:
- 1450: Colostorff
- 1469: Kolßdorff
- um 1470: Quolsdorff
- 1485: Coelßdorff
- 1514: Colßdorff
- 1587: Kuelßdorf
- um 1600: Kösldorf
- 1616: zu Culßdorff
- 1791: Kohlsdorf

## Siedlung Hammer

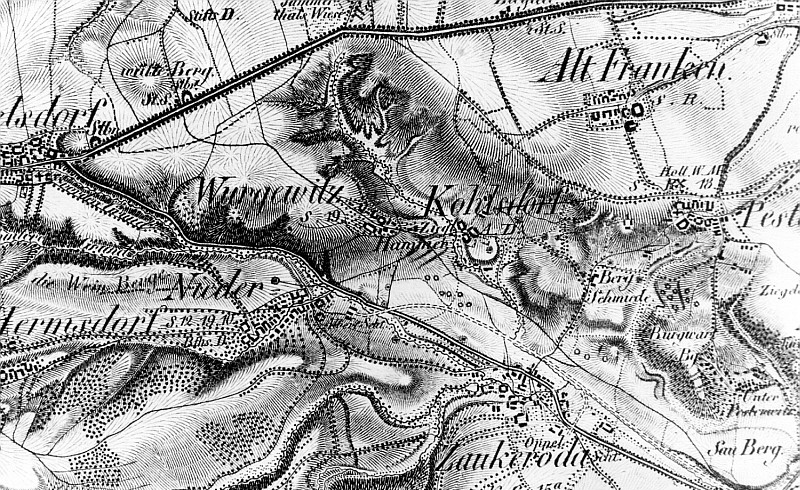
Hammer, gelegen südlich von Kohlsdorf am Hammerbach

Hammer ist eine Ortslage, die sich im Tal des Hammerbachs befindet, der in Zauckerode in die Wiederitz mündet. Hammer liegt in der Gemarkung Kohlsdorf südlich von dessen Ortskern unterhalb der Zöllmener Straße in der Talsohle. Der Ort wurde nach widersprüchlichen Angaben entweder 1624 schriftlich erwähnt oder ist um 1650 entstanden. Bis auf ein Haus sind die Gebäude in Hammer abgerissen worden. Der Ortsname sowie der Name des Baches lassen auf ein vor- oder frühindustrielles Hammerwerk an diesem Standort schließen. Wasser aus dem oberhalb der Siedlung gelegenen Teich, in dem der Hammerbach angestaut wird, diente dem Betrieb des namensgebenden Hammers. Erzabbau und -verarbeitung lagen hier also nah beieinander.